# Comuna Gramada, Vidin
Gramada (în bulgară Грамада) este o comună în regiunea Vidin, Bulgaria, formată din orașul Gramada și satele Boianovo, Brankovți, Medeșevți, Milcina Lăka, Srațimirovo, Toșevți și Vodna. 

## Demografie
Componența etnică a comunei Gramada
     Romi (1,24%)
     Bulgari (97,2%)
     Nicio identificare (1,54%)
     Altele (0%)
La recensământul din 2011, populația comunei Gramada era de 2.007 locuitori. Din punct de vedere etnic, majoritatea locuitorilor (97,2%) erau bulgari, cu o minoritate de romi (1,24%). Pentru 1,54% din locuitori nu este cunoscută apartenența etnică.